# Бардоши, Ласло
Доктор Ласло Бардоши де Бардош, венг. Dr. bárdosi Bárdossy László (10 декабря 1890, Сомбатхей, Венгрия — 10 января 1946, Будапешт, Венгрия) — венгерский дипломат, премьер-министр Венгрии в 1941—1942 годах.

## Биография
Родился в состоятельной семье. Начал карьеру, получив должность в министерстве по религиозным делам. В 1920 году перешёл на работу в министерство иностранных дел, где руководил департаментом прессы в 1924—1931 гг. В 1931—1934 гг. он служил сотрудником полномочного представительства Венгрии в Лондоне. В 1934 году стал послом в Румынии. В феврале 1941 года Бардоши был назначен министром иностранных дел в правительстве П. Телеки.
После самоубийства Телеки 3 апреля 1941 г. Бардоши был немедленно назначен на должность премьер-министра, сохранив за собой должность министра иностранных дел. Во главе правительства Бардоши проводил выраженную прогерманскую политику, считая, что союз с Германией позволит Венгрии вернуть земли, отобранные по Трианонскому договору. Когда вскоре после вступления Бардоши в должность Германия напала на Югославию, Бардоши и Хорти направили ей на помощь венгерские войска, которым гитлеровцы позволили занять территории, ранее относившиеся к Венгерскому королевству в составе Австро-Венгрии. Также Венгрии было позволено аннексировать части Воеводины, Хорватии и Словении.
В вопросах внутренней политики Бардоши оказался сторонником крайне правых идей, преследуя коммунистов и евреев. По настоянию Бардоши 8 августа 1941 года был принят Третий еврейский закон, серьёзно ограничивший возможности евреев заниматься предпринимательством и получить работу, а также запретивший им вступать в брак или заниматься сексом с неевреями. Также Бардоши стимулировал политику изгнания невенгров с территорий, аннексированных у Югославии, и санкционировал массовое убийство евреев и сербов в городе Нови-Сад.
После нападения Германии на СССР регент Хорти не рекомендовал Бардоши втягивать страну в очередную войну. Однако 26 июня 1941 г. венгерский город Кашша (ныне Кошице в Словакии) подвергся бомбардировке, и венгерское правительство объявило о том, что это были советские бомбардировщики. Принадлежность самолётов не была надёжно установлена; некоторые историки предполагают, что советские бомбардировщики разбомбили венгерский город по ошибке, намереваясь бомбить город  Прешов в Словакии; другие считают это немецкой провокацией. После этого Бардоши объявил войну СССР, нарушив этим Конституцию Венгрии, требовавшую санкции парламента на объявление войны. После атаки Японии на Пёрл-Харбор 7 декабря 1941 г. Бардоши 11 декабря объявил войну США и Великобритании, в отсутствие Хорти и без его санкции, а также без санкции Совета министров и парламента.
7 марта 1942 г. регент Хорти вынудил Бардоши уйти в отставку. Причины такого решения неизвестны, однако в качестве возможных вариантов историки называют неспособность Бардоши противостоять требованиям Германии, его постоянные уступки правым и направление всё новых венгерских войск на советский фронт. Возможно, не менее важной причиной было то, что Бардоши не дал Хорти узаконить схему назначения его сына, Миклоша Хорти-младшего, на должность регента в случае смерти Хорти. После ухода в отставку с 1943 года Бардоши возглавлял Объединённую христианскую национальную лигу.
В годы немецкой оккупации Венгрии с 1944 года Бардоши и его последователи сотрудничали сначала с прогерманским правительством Дёме Стояи, затем с «вождём» Ференцем Салаши. После окончания 2-й мировой войны Бардоши был арестован и приговорён Народным трибуналом в ноябре 1945 года за военные преступления и сотрудничество с нацистами к смертной казни. Расстрелян в Будапеште в 1946 году.